# Guatteria sagotiana
Guatteria sagotiana är en kirimojaväxtart som beskrevs av Robert Elias Fries. Guatteria sagotiana ingår i släktet Guatteria och familjen kirimojaväxter. Utöver nominatformen finns också underarten G. s. gracilior.